# Heliogomphus chaoi
Heliogomphus chaoi är en trollsländeart som beskrevs av Karube 2004. Heliogomphus chaoi ingår i släktet Heliogomphus och familjen flodtrollsländor. IUCN kategoriserar arten globalt som otillräckligt studerad. Inga underarter finns listade i Catalogue of Life.